# The Marine Society
The Marine Society ist eine 1756, zu Beginn des Siebenjährigen Kriegs, von Jonas Hanway (1712–1786) gegründete gemeinnützige Stiftung nach englisch-walisischem Recht mit einer Royal Charter. Hanway war der Leiter des Findling-Hospitals und verantwortete das Ernährungsprogramm für Arme. Sein Ziel war es, mittellose Jungen und „Männer guten Charakters“ von den Straßen Londons fernzuhalten und der Royal Navy Personal zuzuführen. Heute ist die Maritime Society die weltweit älteste Stiftung mit Bezug auf Seefahrt.

## Geschichte

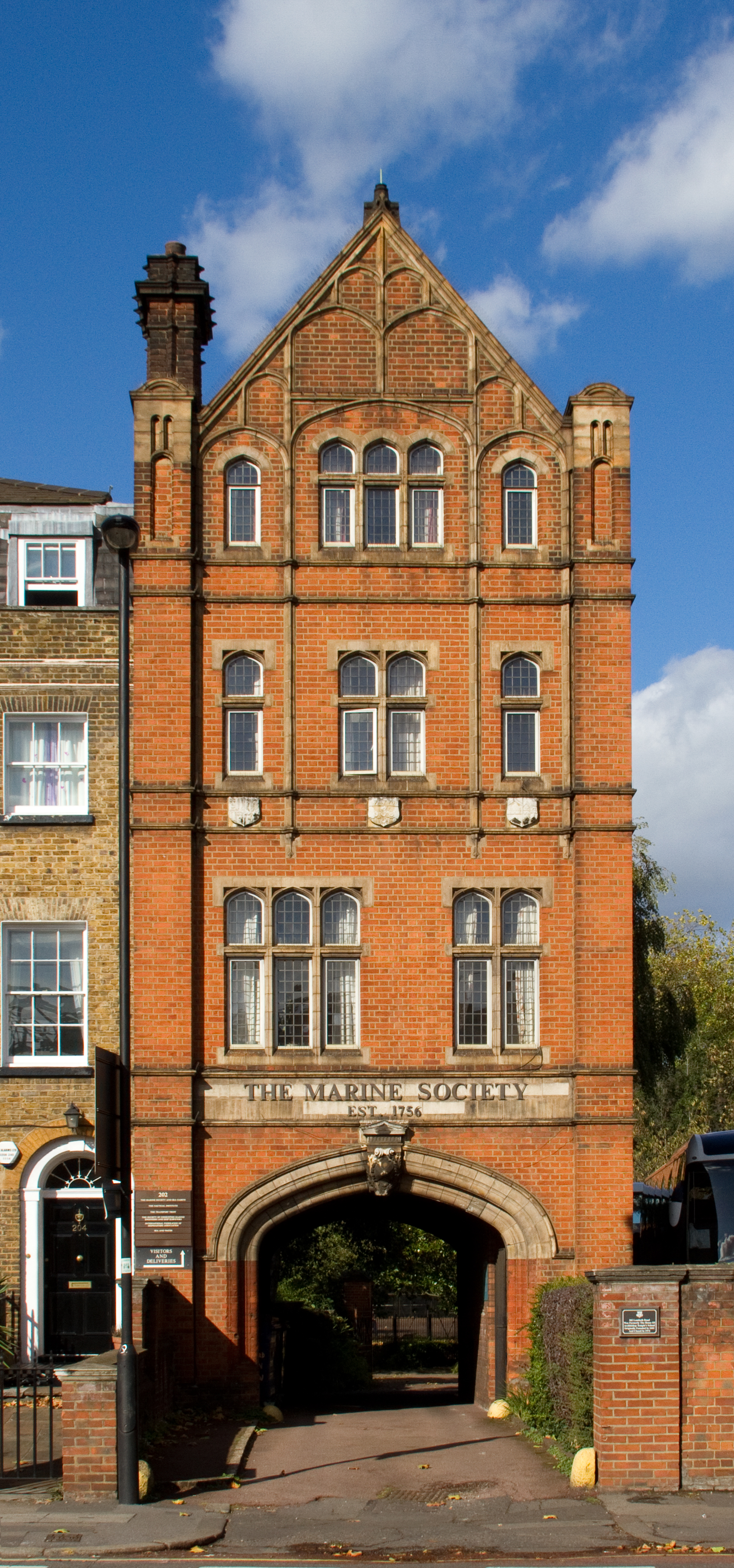
Hauptquartier der Marine Society

Die ersten Aktivitäten waren das Anwerben von Männern und Jungen für die Marine. Die MS bot ihnen in der Zeit bis zur Vermittlung Kost und Logis und gab den Jungen eine grundsätzliche Ausbildung. Im ersten Jahr der Aktivitäten vermittelte die Society 1961 Männer und 1580 Jungen ab 13 Jahren. Bis zum Ende des Siebenjährigen Kriegs waren es 5451 Männer und 5174 Jungen. Die von Hanway ausgebildeten Jungen und Männer waren bei den Kapitänen der damaligen Zeit beliebter als die gepressten Seeleute, die sie andernfalls zugeteilt bekamen. Er verhalf den jungen Männern damit zu einer respektablen Karriere, die sie ansonsten niemals hätten erreichen können.
1763 wäre die Gesellschaft fast aufgelöst worden, obwohl sie weiterhin Jungen eine Ausbildung zum Reepschläger und im Schiffsbau vermittelte. 1769 ermöglichte es eine wohltätige Erbschaft der Gesellschaft, weiterhin Jungs auszubilden.

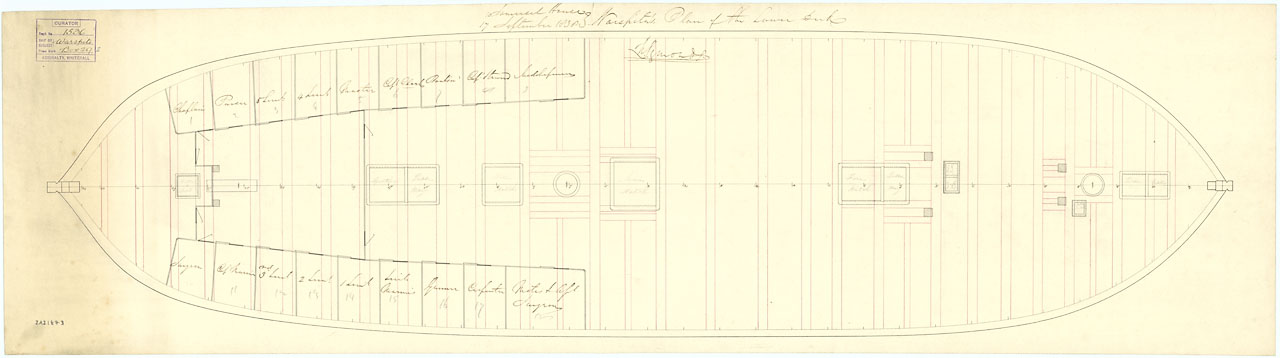
Unterdeck der Warspite (1807), Maßstab 1:48

1772 wandelte das Parlament die Stiftung per Gesetz in eine Körperschaft mit Royal Charter um. Das Parlament erteilte den Auftrag, Seefahrer für Kriegs- und Handelsmarine auszubilden und einzukleiden. Ab 1786 wurde Ausbildung vor Antritt der Seefahrt festgeschrieben und praktische Ausbildung auf auf der Themse verankerten Schiffen erteilt. Hierzu wurde die Sloop HMS Beatty erworben, ein 350-Tonnen-Schiff, das zum ersten Segelschulschiff der Welt wurde. Geleitet wurde das Schiff von einem Superintendenten, dem ein Maat, ein Schulleiter, ein Bootsmann und ein Koch zur Seite standen. Der Beatty folgten mehrere Schiffe, die fast alle vor Deptford oder Greenwich vor Anker lagen. 1862 erwarb die Stiftung die HMS Warspite, ein 1807 gebautes Linienschiff dritten Ranges der Royal Navy. Diesem Schiff folgten weitere, aber der Name blieb fortan der gleiche.
1940, als das letzte dieser Schiffe abbezahlt war, hatte die Stiftung insgesamt über 110'000 Mann für die Kriegs- und Handelsmarine rekrutiert, ausgebildet und ausgestattet. Die Ausbildung junger Männer wurde bis 1944 fortgesetzt, als durch den sich abzeichnenden Zweiten Weltkrieg eine wesentliche Veränderung herbeigeführt wurde.
Nach dem Krieg setzte die Stiftung andere Prioritäten und verhalf Menschen, die sich diese Ausbildung nicht leisten konnten, zu einer Ausbildung in der Seefahrt. Junge Leute, die eine Karriere in der Seefahrt anstrebten, wurden finanziell unterstützt. Außerdem wurden weitere Stiftungen mitfinanziert.
Von 1974 bis 1976 fusionierte die Stiftung mit dem Seafarers Education Service, The Sailor's Home, dem Ensign Club, dem College of the Sea, der British Ship Adoption Society, und dem Merchant Navy Comfort Service Trust. Weiterhin konzentrierte sie ihre Anstrengungen darauf, allgemein das Personal der Seefahrt aus- und weiterzubilden. Unter den von der Marine Society geförderten Stiftungen befinden sich weitere namhafte Stiftungen, beispielsweise die Seaman's Hospital Society, der King-George-Fund for Sailors, das Sea Cadet Corps, die Outward Bound Schools, die Sail- and Training Association, das Nautical Institute und der Annual National Service for Seafarers. Personen werden Stipendien, finanzielle Unterstützung, Ressourcen, Ratschläge und Führung angeboten.

## Akten
Die Akten der Marine Society von 1756 bis 1978 sowie die Akten der fusionierten Stiftungen von 1919 bis 1977 werden in den Archiven der Royal Museums Greenwich aufbewahrt. Neben den Jahresabschlüssen der Gesellschaft, Protokollen der Generalversammlungen und anderen Sitzungen wird viel statistisches Material über die vermittelten Personen bevorratet.

### Über die Marine Society
- J. Hanway (1770) The origin, progress and present state of the Marine Society
- Marine Society (1772) The Bye-laws and Regulations of the Marine-Society

## Bilder des Marine-Society-Schulschiffs Warspite

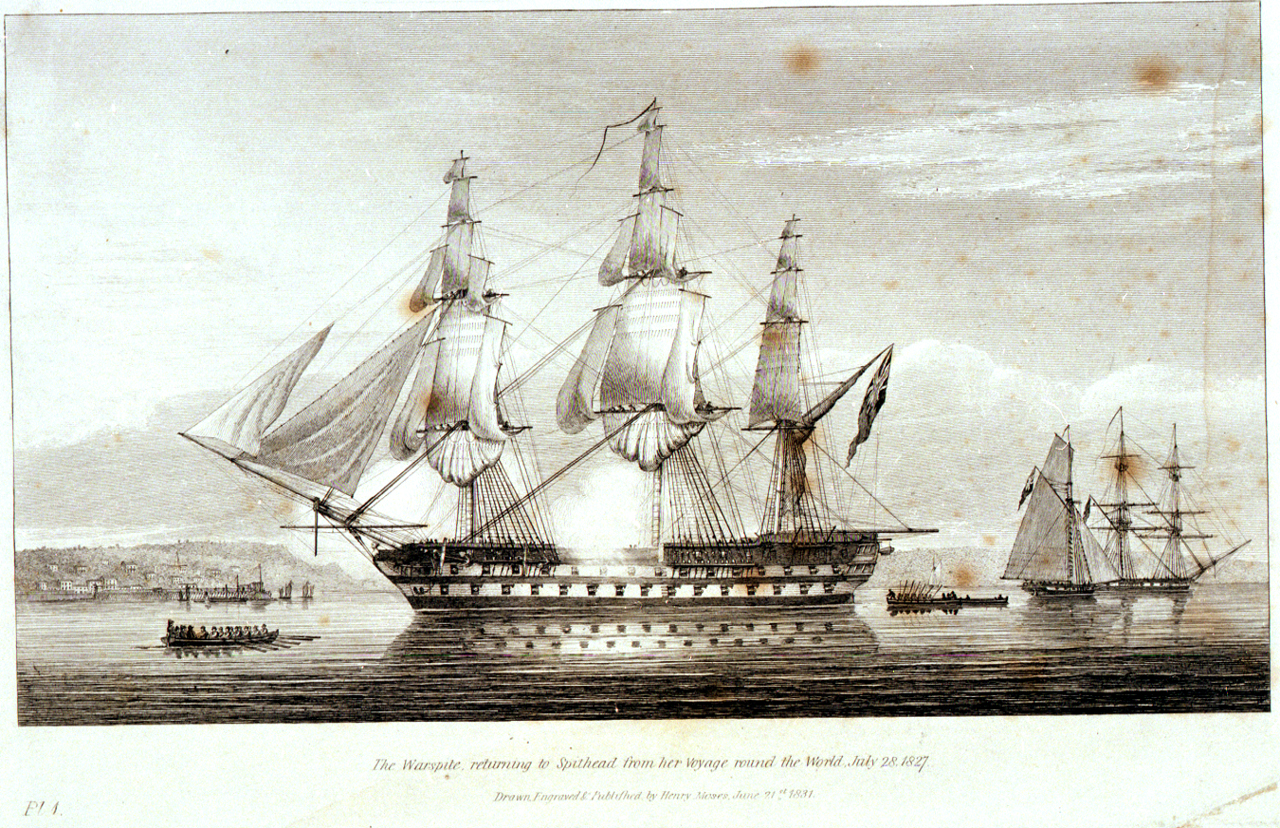
Die HMS Warspite bei der Rückkehr von der Weltumsegelung 1827
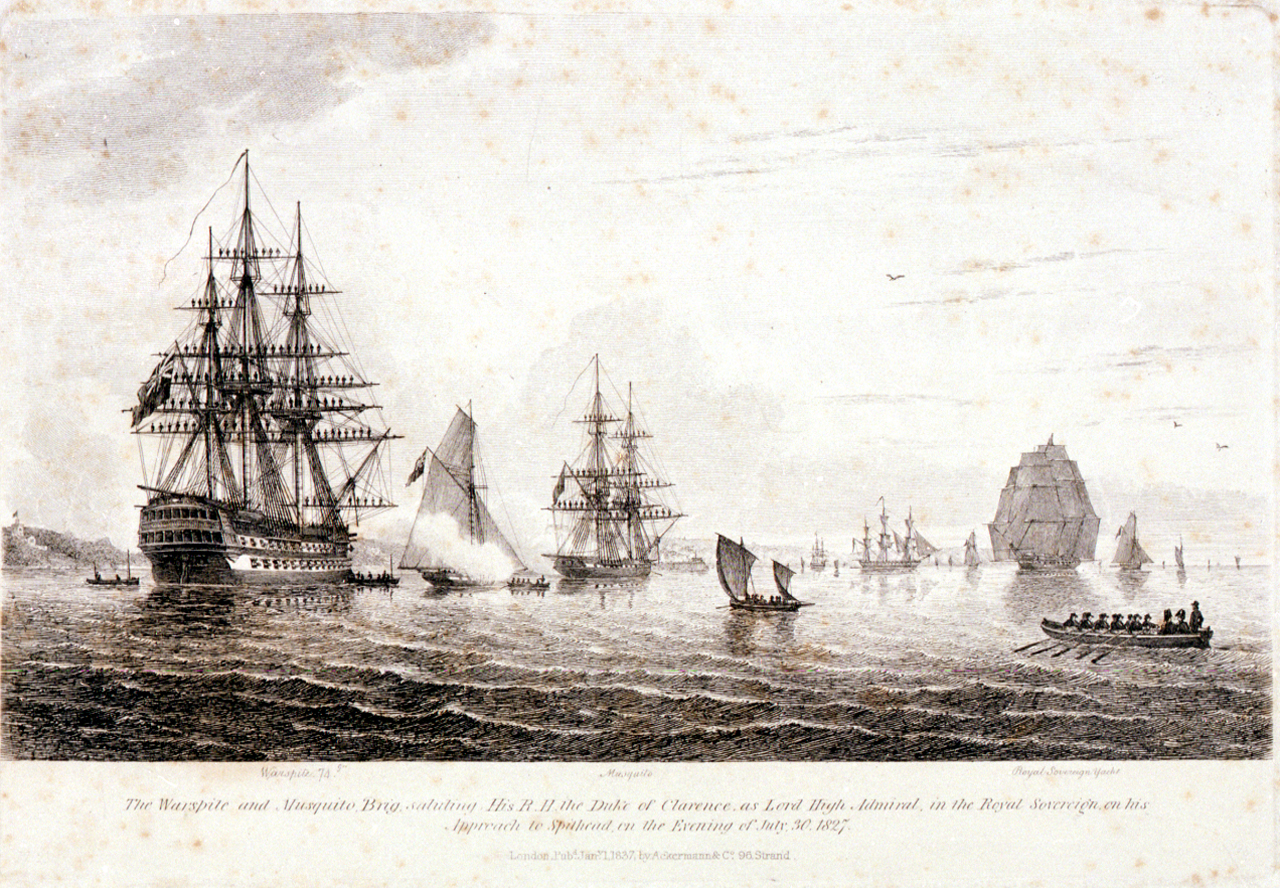
HMS Warspite und Musquite Brig beim Salut, 1827
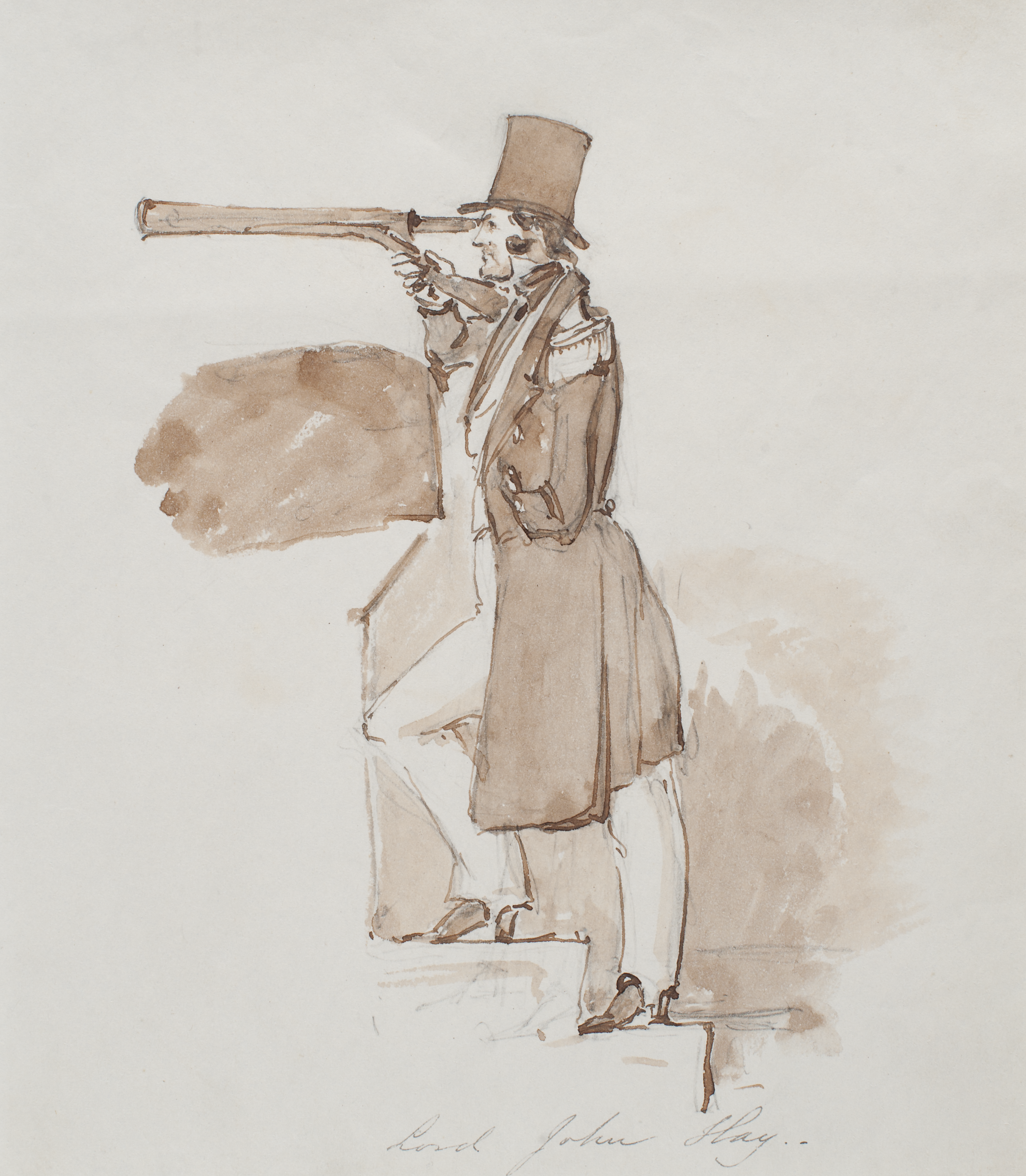
Sir John Hay, Kapitän der Warspite von 1841 bis 1845
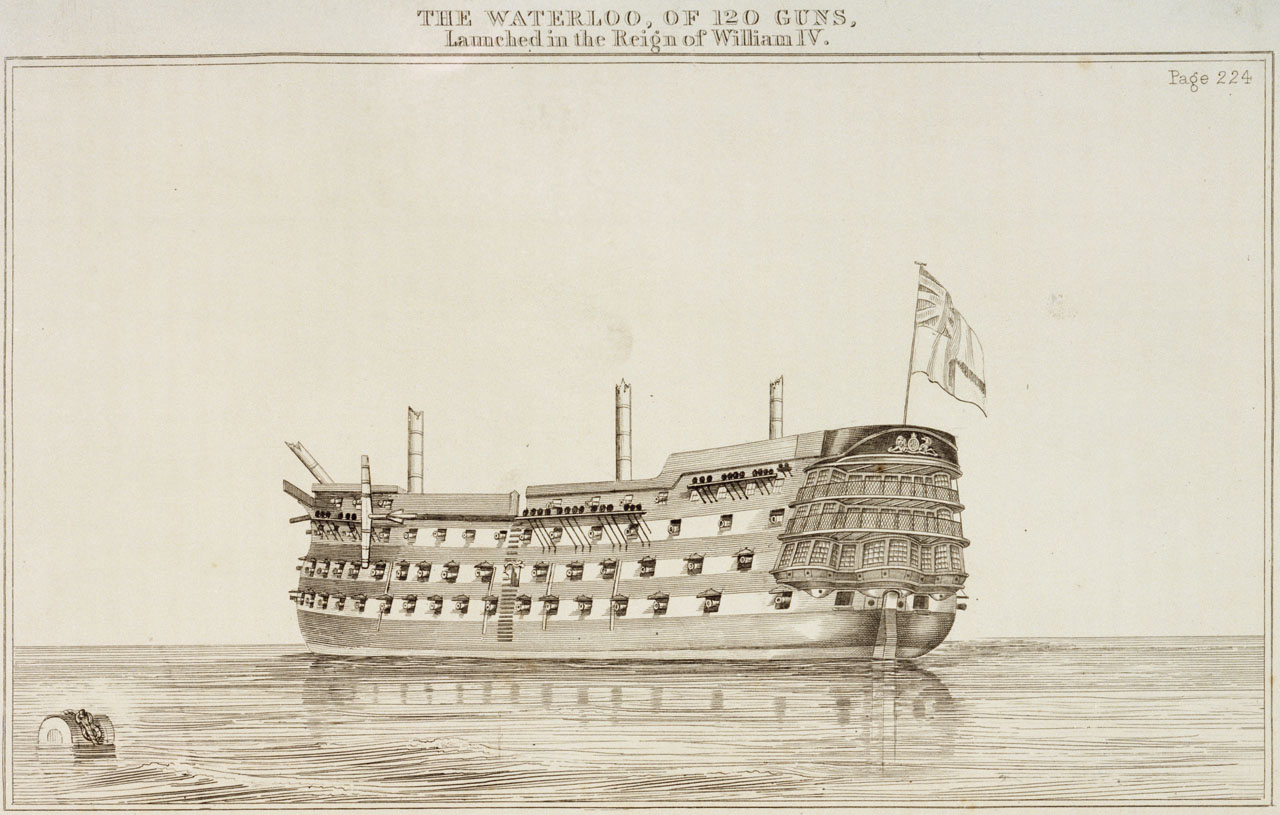
Schulschiff HMS Warspite Zugewiesen an Greenwich 1877
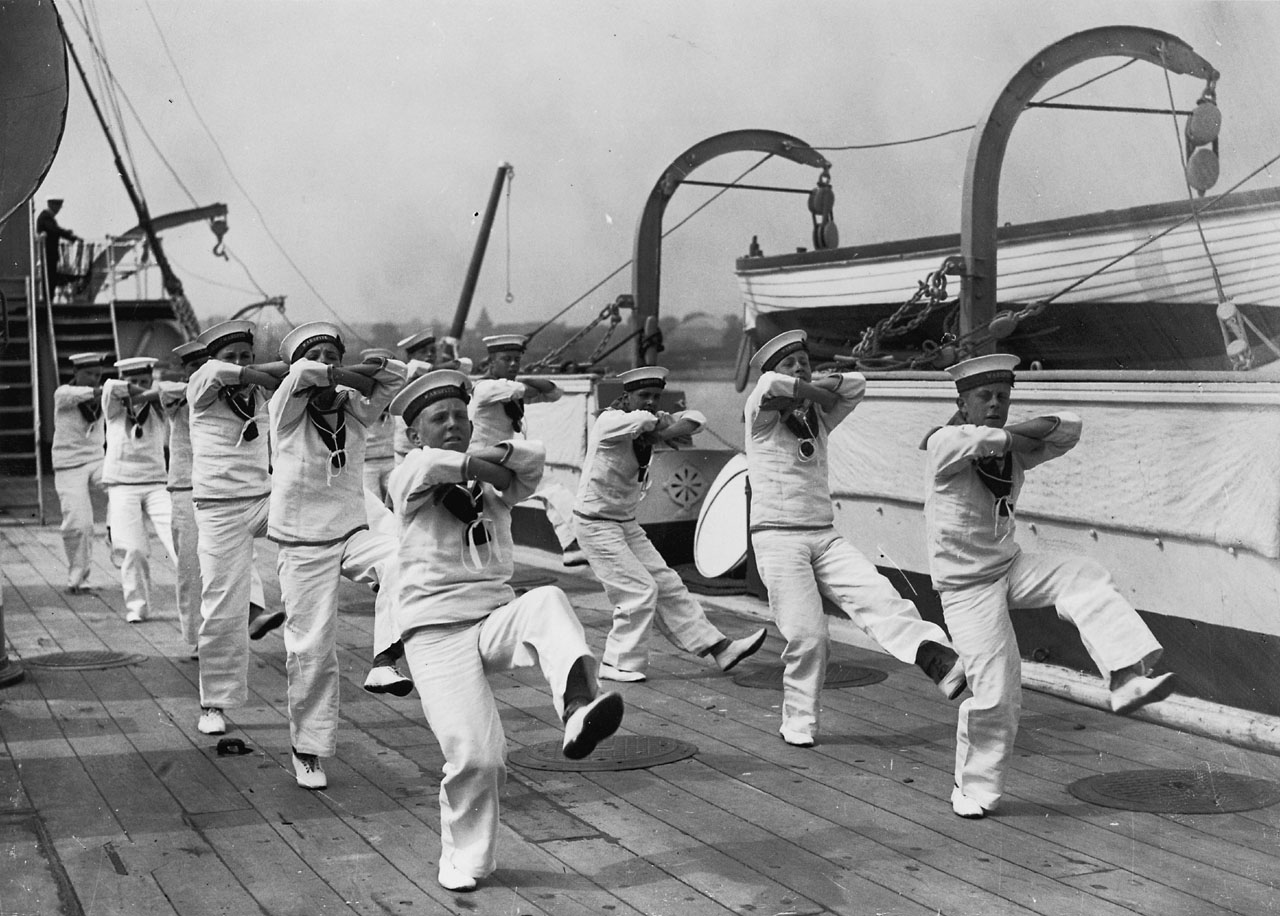
Kadetten der Warspite tanzen den Hornpipe, 1928